# Keşan
Keşan är en stad i europeiska delen av Turkiet, i provinsen Edirne. Befolkningen uppgick till 57 195 invånare i slutet av 2011. Den ligger vid korsningen mellan europavägarna E84, E87 och E90.